# Бегелен, Никола де
Никола́ де Бегеле́н известный также, как Николя фон Лихтерфельде (фр. Nicolas de Béguelin; 25 июня 1714, Куртелари, кантон Берн, Швейцария — 1789, Берлин, Пруссия) — швейцарский физик, математик, философ

, писатель

, педагог, академик. Доктор права, философии и математики.
Воспитатель короля Пруссии Фридриха Вильгельма II, директор философского класса Академии наук в Берлине.

## Биография
Сын адвоката. С 1729 году изучал право и математику в Базельском университете. Ученик Иоганна Бернулли. В 1735 году после окончания университета, отправился в Вецлар для продолжения изучения прусского права. Защитил диссертации по юриспруденции, математике и философии.
В 1740 году стал секретарём прусского посла в Дрездене, где познакомился с Фридрихом II, который предложил ему место профессора математики в средней школе Йоакима в Берлине (1746—1747).
Затем король Пруссии Фридрих II назначил его наставником прусского наследника, будущего короля Пруссии Фридриха Вильгельма II.
С 1747 года — член, руководитель секции философии (с 1786 по 1789 год) Прусской королевской академии наук в Берлине.
В 1786 году Фридрих Вильгельм II пожаловал ему титул «фон Лихтерфельде».
В записках Берлинской Академии, членом которой он был, Н. де Бегелен поместил, кроме естественно-исторических и математических работ, несколько философских трактатов, в которых проявил себя эклектиком. Он пытался соединить психологию Локка и Лейбница, а в основных философских принципах приближается к точке зрения Канта.
В записках Берлинской Академии в 1768 году опубликовал труд под названием «Sur l’usage du principe de la raison suffisante dans le calcul des probabilités», в котором он изложил шесть разных решений Санкт-Петербургского парадокса.
В области математики занимался исследованиями в области алгебраического анализа, в области физики интересовался оптикой и метеорологией, а также писал о метафизике.
Автор нескольких трудов по физике и философии, а также стихов (стихотворение «Вильгельмина или Революция в Голландии», Берлин, 1787).
Почётный член Большого Совета Бьенны (1761).